# Leerfetisjisme

Vlag die sinds de jaren negentig gebruikt wordt als symbool van de leerscene

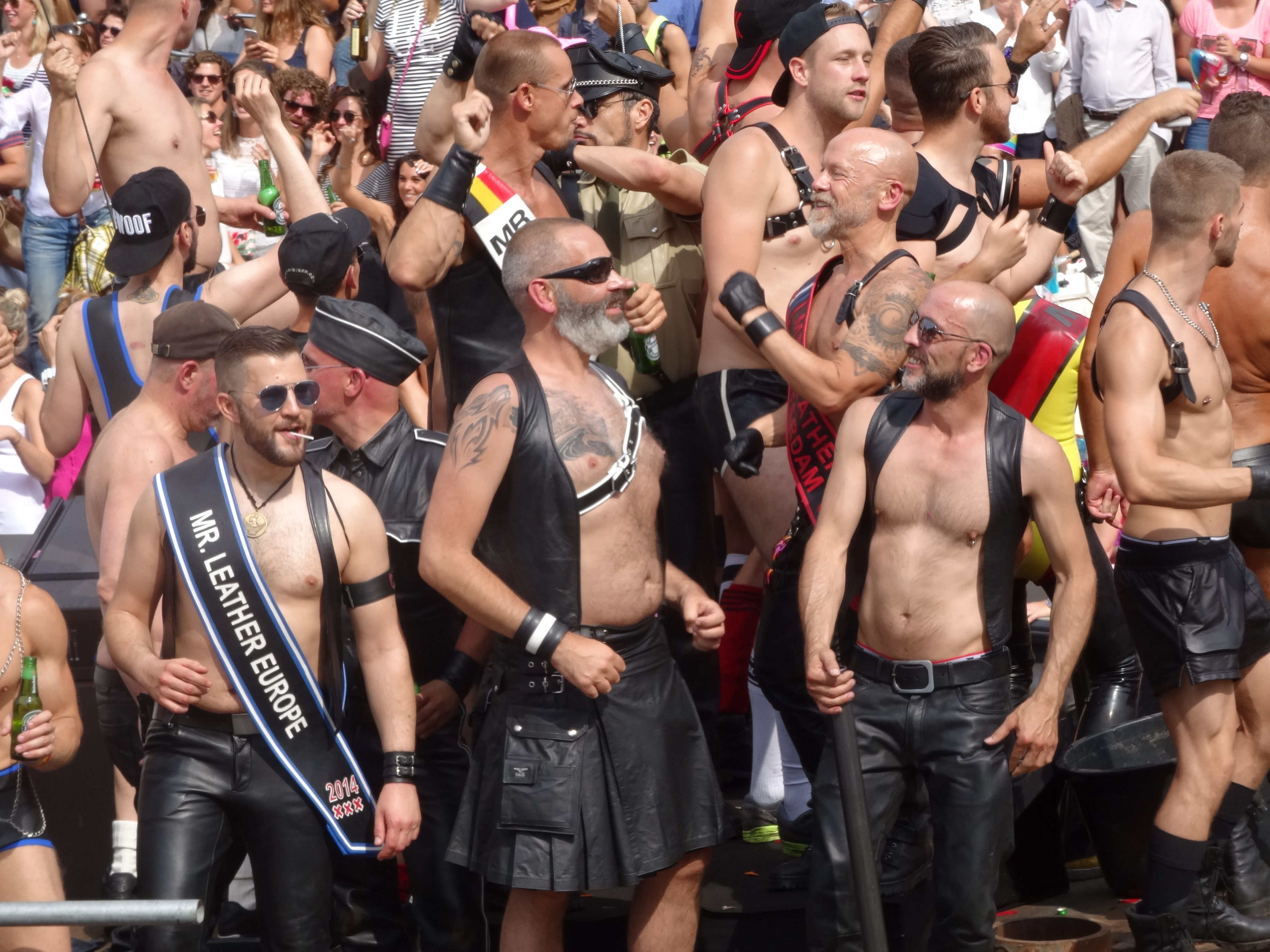
De leerboot tijdens Amsterdam Gay Pride 2015

Leerfetisjisme is in de ruimste zin het aangetrokken zijn tot kleding en accessoires van leer. Dit hoeft niet per definitie in seksuele zin te zijn, maar gaat hier vaak wel mee gepaard.
Het verschijnsel komt voor bij heteroseksuele en homoseksuele mannen en vrouwen. Naast het sneakerfetisjisme behoort ook het leerfetisjisme onder mannen tot de populairste vormen van seksueel fetisjisme. Er bestaan naast speciale bars dan ook vele feesten voor leerliefhebbers. Mannen met een leerfetisjisme worden ook wel 'leermannen' genoemd.

## Leerscene
In grote steden zijn soms meerdere bars, clubs en/of winkels gevestigd die speciaal op leermannen gericht zijn. Tezamen met hun publiek worden deze voorzieningen de lokale leerscene of leather scene genoemd. Deze bars en clubs kenmerken zich vaak doordat zij voorzien zijn van een darkroom, waar men al dan niet anoniem seks kan hebben.

### Amsterdam

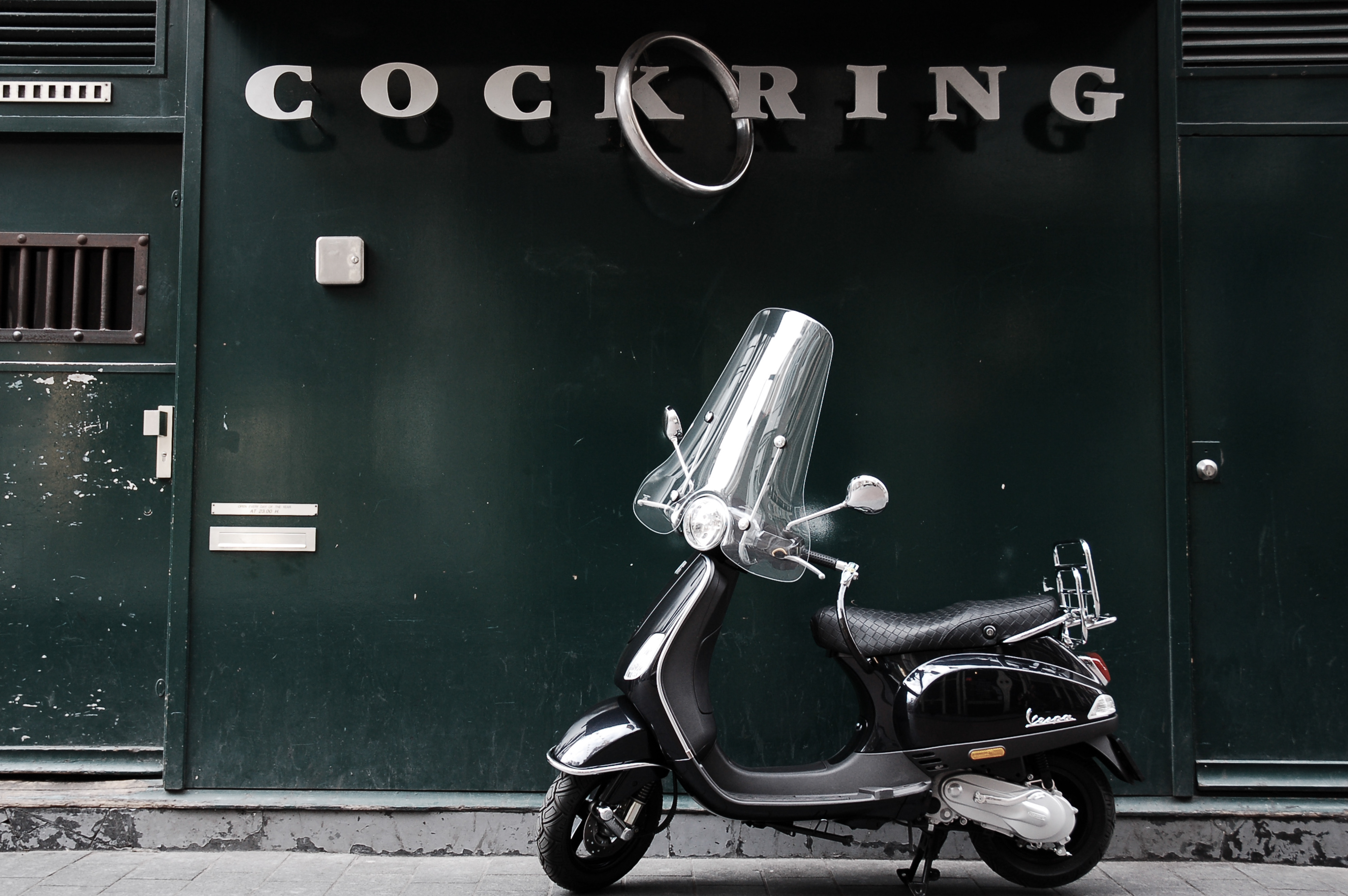
De voormalige leer- en seksclub Cockring in de Warmoesstraat in Amsterdam

In Amsterdam bevindt het centrum van de leerscene zich in de Warmoesstraat. Deze subcultuur kwam hier medio jaren vijftig op, toen Hotel Tiemersma aan de Warmoesstraat 20 geopend werd. Als een dependance hiervan werd in 1965 de leerbar Argos geopend in de Heintje Hoekssteeg, die in in april 1979 verplaatst werd naar de Warmoesstraat. Daar volgden nog meer leerbars en van 1987 t/m 2010 was er ook een eigen discotheek genaamd Cockring, die in 2011 heropend werd onder de naam Club Fuxxx (gesloten in 2013).
De Argos werd per 2 januari 2015 gesloten, nadat eerder al leerhotel The Stablemaster en Club Fuxxx verdwenen. Deze teruggang van de leerscene wordt wel gezien als een gevolg van de opkomst van internetdating door middel van apps als Grindr, waardoor speciale plekken niet meer nodig zouden zijn om elkaar te ontmoeten of seks te hebben. Volgens anderen is er echter nog steeds wel een markt voor speciale bars, vooral als zij zich op een wat breder publiek dan alleen de leermannen richten.
Voor (lesbische) vrouwen was er op het gebied van leer en SM maar weinig: in 1989 werd bij het COC voor hen de werkgroep Wildside opgezet, die enkele feesten en een groot festival in De Melkweg organiseerde. Na 1996 verdwenen deze activiteiten weer en zijn er voor lesbische leerliefhebbers alleen nog kleinschalige ontmoetingen.

### Londen
De subcultuur van leerliefhebbers in het Verenigd Koninkrijk ontstond waarschijnlijk eind jaren vijftig in Londen, maar sporen uit die tijd zijn nagenoeg verdwenen. In de begintijd waren de samenkomsten doorgaans beperkt tot privéfeesten bij homomannen uit de middenklasse, die over eigen woonruimte beschikten en zich de dure leren kledingstukken konden veroorloven. Vanaf de jaren zeventig kwamen er ook clubs voor leermannen in plaatsen als Brighton, Manchester, Birmingham en Bournemouth, vaak in de vorm van een motorclub, wat een goede dekmantel voor de leerfetisj was.
In de jaren tachtig was het vooral de leerscene die, vanwege zijn vele seksclubs, hard getroffen werd door de ziekte aids. Daarnaast kregen de leerzaken regelmatig invallen door de politie te verduren. De politie-operatie Spanner uit 1987 in Manchester leidde in 1997 tot een uitspraak van het Europees Hof voor de Rechten van de Mens, waarbij werd bepaald dat bepaalde beschadigende SM-praktijken ook met wederzijdse toestemming niet geoorloofd zijn.
Door verschillende oorzaken loopt de leerscene zowel in Londen als in de rest van het Verenigd Koninkrijk sterk terug. Jongeren kiezen eerder voor de meer betaalbare rubber- en sportswearfetisjes dan voor het dure leer. Bovendien is er tegenwoordig meer aandacht voor multiculturaliteit en gender, waar het stereotype (blanke) mannelijke ideaalbeeld van de leerscene niet meer goed bij past.
Door de opkomst van datingapps, zoals het speciaal op fetisjliefhebbers gerichte Recon, en de toenemende gentrificatie zijn al veel Londense leerbars gesloten, waaronder bekende zaken als Coleherne, the Anvil, Bloc, Substation en The Hoist. In 2018 was The Backstreet (geopend in 1985) de enig overgebleven leerbar in de stad, maar ook het voortbestaan van deze zaak wordt bedreigd door projectontwikkelaars die er hoogbouw voor in de plaats willen zetten.

### New York
Een van de bekendste leerbars in New York is The Eagle's Nest (tegenwoordig: Eagle NYC), die in 1970 werd geopend om na de Stonewall-rellen van 1969 een veilige plek te bieden aan homoseksuele mannen met een leerfetisjisme. De opzet van deze bar inspireerde vele anderen om in een reeks van Amerikaanse steden en later ook in buitenlandse steden vergelijkbare zaken te beginnen die ook de naam Eagle voeren. Op het hoogtepunt waren er ruim 50 van dergelijke zaken, in 2017 waren het er nog ongeveer 30. In Nederland is The Eagle in de Amsterdamse Warmoesstraat naar deze zaak vernoemd.

## Leather Prides

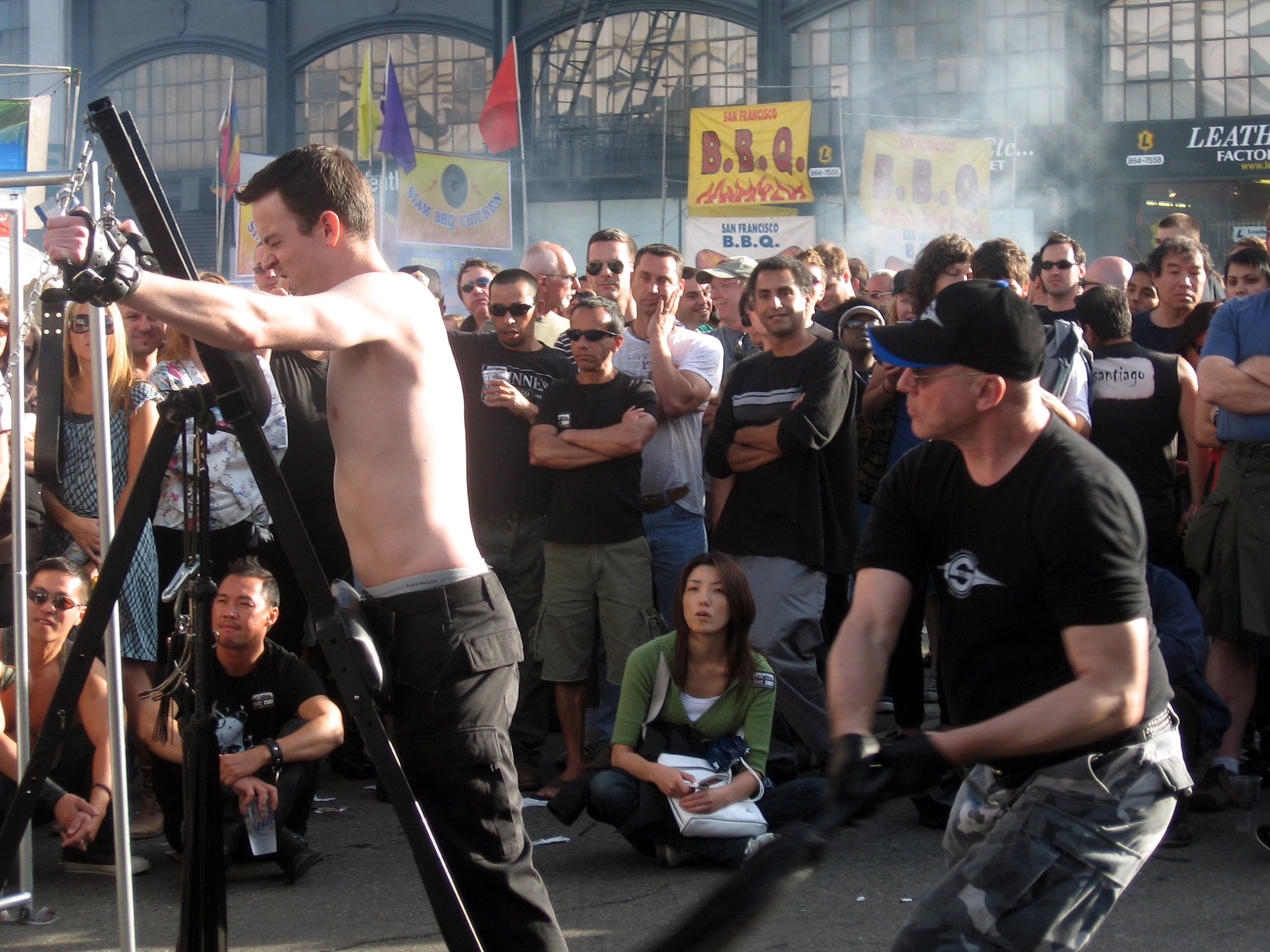
Impressie van de Folsom Street Fair, een (hetero) BDSM jaarbeurs in San Francisco (2007)

Naast de algemene Parades, zijn er in diverse steden ook Leather Prides gekomen, met speciale feesten en activiteiten rondom de lokale leerbars. Voorbeelden zijn:
- Amsterdam Leather Pride - sinds 1996 elk jaar in het eerste weekend van november in Amsterdam[6]
- Darklands - sinds 2010 jaarlijks in Antwerpen, aanvankelijk als de LeatherPride Belgium, vervolgens Leather & Fetish Pride Belgium en sinds 2020 onder de huidige naam.[7]

Vergelijkbaar zijn de openluchtfestivals voor homoseksuele liefhebbers van leer en BDSM:
- Folsom Street Fair - sinds 1984 elk jaar in september in San Francisco
- Folsom Europe - sinds 2003 elk jaar in september in Berlijn en het grootste homoseksuele BDSM en fetisjevenement van Europa.